# Romance & Cigarettes
Romance & Cigarettes è un film statunitense del 2005 scritto e diretto da John Turturro.
Caratterizzato da un cast corale, il film si distingue per la colonna sonora che ne fa una sorta di musical. Nella versione originale, le canzoni cantate da Kitty sono doppiate: la voce non è quella di Susan Sarandon.
Nell'ultima settimana di riprese Kate Winslet si è slogata un'anca, durante la sequenza del balletto per James Gandolfini nella camera d'albergo.
Fra i produttori figurano anche Joel ed Ethan Coen.

## Trama
Nick, un operaio di New York, è sposato da molti anni con Kitty, madre delle sue tre figlie.  Nick la ama ancora ma ha anche una relazione molto appassionata con Tula, una ragazza giovane e affascinante di cui non riesce a fare a meno. Un giorno però Kitty scopre l'infedeltà del marito al quale, nello stesso periodo, Tula chiede di fare una scelta tra lei e la moglie. Nick si trova a dover scegliere tra il tradimento e la redenzione, ma capisce anche di dover riuscire a riconquistare Kitty prima che sia troppo tardi se non vuole che le sue ultime possibilità vadano in fumo.

## Riconoscimenti
- 2005 - Mostra internazionale d'arte cinematografica
  - In concorso

## Canzoni
(elenco incompleto)
- Delilah, nella versione di Tom Jones
- A Man Without Love, nella versione di Engelbert Humperdinck
- Take Another Little Piece Of My Heart, nella versione di Dusty Springfield
- Answer Me, My Love, nella versione di Gene Ammons
- Red Headed Woman, nella versione di Bruce Springsteen
- Do You Love Me Like You Kiss Me?, nella versione di Connie Francis
- Hot Pants, nella versione di Bobby Cannavale
- Quando m'innamoro, nella versione di Anna Identici
- Little water song, nella versione di Ute Lemper
- Prisoner of love, nella versione di Cyndi Lauper
- El cuarto de Tula, nella versione di Buena Vista Social Club
- It's a Man's Man's Man's World, nella versione di James Brown
- Scapricciatiello (Do You Love Me Like You Kiss Me), nella versione di Connie Francis
- Piece of my Heart, nella versione di Janis Joplin